# 沃利察-波廖瓦
49°49′40″N 26°36′36″E / 49.82778°N 26.61000°E
沃利察-波廖瓦（羅馬化：Volytsia Poliova）是位於烏克蘭西部的村莊，由赫梅利尼茨基州赫梅利尼茨基區的泰奧菲波爾市鎮負責管轄。該村始建於1593年，面積2.85平方公里，海拔高度295米，2001年人口830，人口密度每平方公里291.7人。